# Ichiki Shirō
Ichiki Shirō est un nom japonais traditionnel ; le nom de famille (ou le nom d'école), Ichiki, précède donc le prénom (ou le nom d'artiste).
Ichiki Shirō (市来 四郎), né le 29 janvier 1828 et mort le 12 février 1903 , est un pionnier de la photographie japonaise.

## Biographie
Ichiki Shirō est originaire de la province de Satsuma (préfecture de Kagoshima, au XXe siècle) dans le Kyūshū, au Japon, où il naît le 24 décembre 1828. Il excelle dans l'étude de sujets liés à la production de poudre à l'école de tir Takashima-ryū. Son talent est reconnu par Shimazu Nariakira, daimyo de Satsuma, qui choisit Ichiki pour être un de ses obligés personnels. En 1848, Shimazu se procure la première caméra daguerréotype importée au Japon. Toujours fasciné par la technologie occidentale, il ordonne à ses obligés, dont Ichiki, d'étudier et produire des photographies. En raison des limites de l'objectif utilisé et du manque de formation formelle d'Ichiki, il faudra de nombreuses années avant que ne soit obtenue une photo de qualité, mais le 17 septembre 1857, Ichiki crée un portrait de Shimazu en tenue formelle. Tout cela est consigné de manière détaillée dans les mémoires d'Ichiki, compilées en 1884.
Cette photographie devient un objet de culte après la mort de Shimazu, puis elle disparaît. Perdu pendant un siècle, le daguerréotype est retrouvé dans un entrepôt en 1975 puis identifié comme le plus vieux daguerréotype encore existant créé par un photographe japonais. Pour cette raison, il est enregistré bien culturel important par l'administration japonaise en 1999, première photographie ainsi désignée.